# (10571) 1994 LA1
(10571) 1994 LA1 est un astéroïde de la ceinture principale découvert en 1994.

## Description
(10571) 1994 LA1 a été découvert le 5 juin 1994 à la Station Catalina, un observatoire astronomique situé dans les Monts Santa Catalina à environ 29 kilomètres au nord-est de Tucson dans l'Arizona, par Carl W. Hergenrother.

### Caractéristiques orbitales
L'orbite de cet astéroïde est caractérisée par un demi-grand axe de 3,16 ua, un périhélie de 2,38 ua, une excentricité de 0,25 et une inclinaison de 25,97° par rapport à l'écliptique. Du fait de ces caractéristiques, à savoir un demi-grand axe compris entre 2 et 3,2 ua et un périhélie supérieur à 1,666 ua, il est classé, selon la JPL Small-Body Database, comme objet de la ceinture principale.

### Caractéristiques physiques
(10571) 1994 LA1 a une magnitude absolue (H) de 14,2 et un albédo estimé à 0,050.